# Andrés Quintana Roo

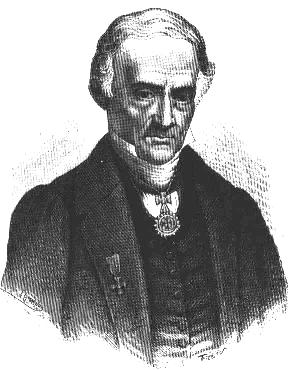
Andrés Quintana Roo

Andrés Quintana Roo född i Merida, Yucatán, 30 november 1787 och död 15 april 1851 i Mexico City var en liberal mexikansk politiker och författare.
Han var framträdande under självständighetskampen mot spanjorerna och ledde arbetet med att författa självständighetsdeklarationen 1813. Han deltog i lagstiftande församlingar och var statssekreterare vid flera tillfällen. Han ingick i den s.k. trepartsregeringen 23 december till 31 december 1829. Han utgav Semanario Patriótico, en politisk tidskrift. Delstaten Quintana Roo har fått namn efter honom.
Sedan 1925 ligger han begravd i El Ángel de la Independencia.